# Hôtel Chevalier
Vous lisez un « bon article » labellisé en 2011.
Pour plus de détails, voir Fiche technique et Distribution.
Hôtel Chevalier (Hotel Chevalier) est un court métrage franco-américain écrit et réalisé par Wes Anderson et sorti en 2007. Natalie Portman et Jason Schwartzman y jouent le rôle de deux amants qui se retrouvent dans une chambre d’hôtel à Paris. Ce court-métrage de treize minutes sert de prologue au film de Wes Anderson sorti en 2007, À bord du Darjeeling Limited. Il a été tourné dans un hôtel parisien par une équipe réduite et financée par Wes Anderson qui pensait initialement en faire un court-métrage autonome. Il a été montré pour la première fois au festival du film de Venise (la Mostra de Venise) dans le cadre de la première de À bord du Darjeeling Limited le 2 septembre 2007 et diffusé plus tard dans le mois dans les Apple Stores de quatre villes américaines. Le lendemain de sa sortie, il a été mis à disposition gratuitement sur l’iTunes Store, et ce pendant un mois ; il a été téléchargé plus de 500 000 fois durant cette période. Hôtel Chevalier a été un des courts-métrages les plus commentés en 2007, une part importante de cette attention étant orientée vers la scène de nu de Natalie Portman.
Le film a été presque universellement acclamé par la critique qui a loué sa richesse, son caractère poignant et sa construction méticuleuse.

## Synopsis

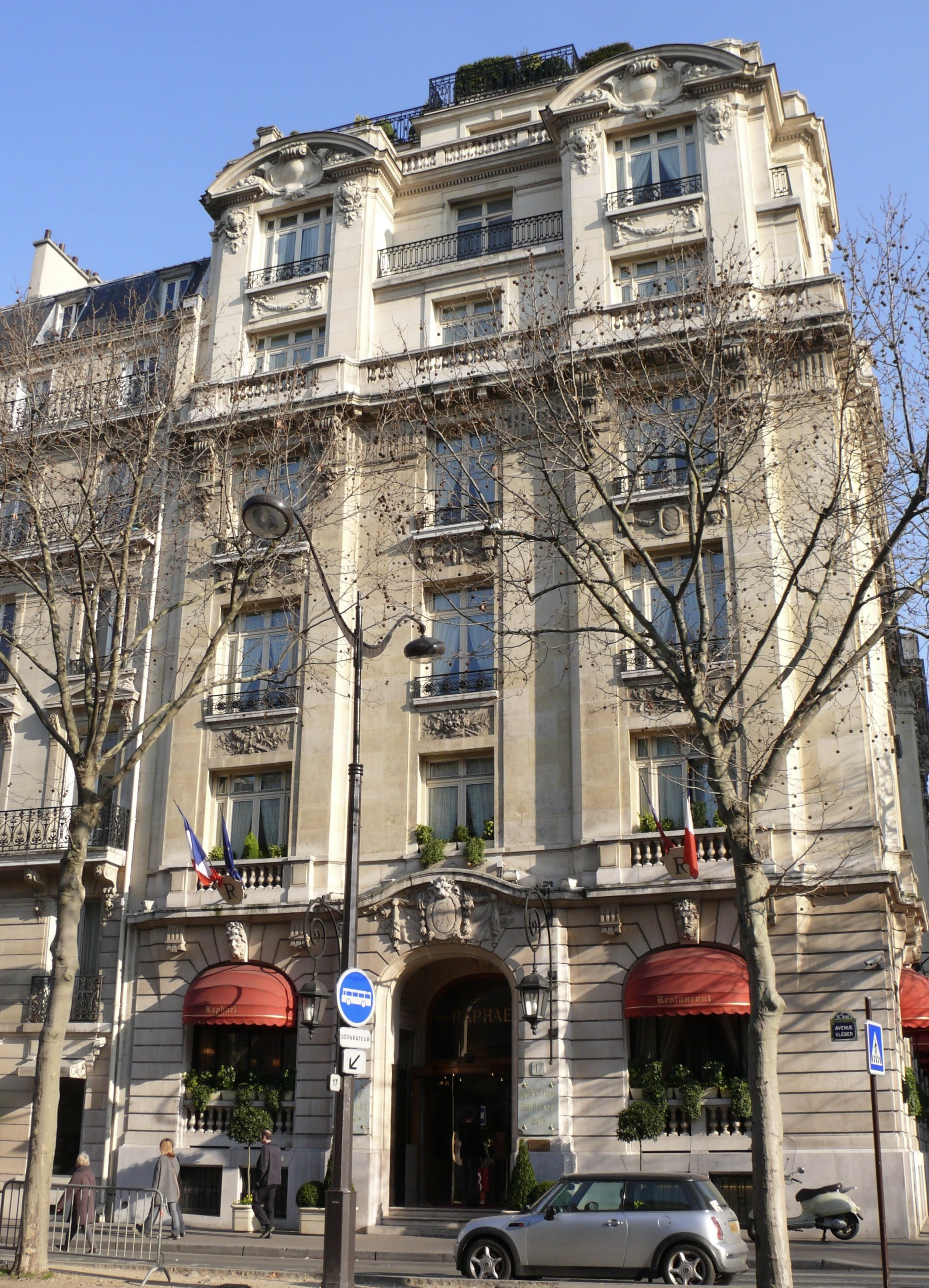
L’hôtel Raphael à Paris où les scènes ont été tournées.

Le film démarre dans le hall d’un hôtel : le concierge répond à un appel téléphonique d’un client ; il est appelé par un homme, allongé en peignoir jaune sur le lit de sa chambre d’hôtel, qui lit le journal, avec le film en noir et blanc Stalag 17 à la télévision. Après avoir passé une commande au concierge dans un français approximatif, il reçoit un appel d’une femme dont il reconnaît la voix. Elle lui dit qu’elle arrive de l’aéroport et lui demande son numéro de chambre. Bien qu’ayant objecté ne pas lui avoir dit de venir, il finit par accepter de la recevoir. Il essaie alors de ranger rapidement la chambre, s’arrêtant pour jouer les premières secondes de Where Do You Go To (My Lovely) sur la chaîne stéréo, et fait couler un bain.
Puis l’homme s'allonge sur le lit après avoir changé son peignoir pour un costume gris, qu'il porte les pieds nus. Lorsqu'il entend frapper à la porte, il fait jouer la chanson sur la chaîne et ouvre la porte derrière laquelle se tient une femme. Après l’avoir regardé plusieurs secondes, celle-ci brise le silence et demande quelle est cette musique. Ne recevant aucune réponse, elle entre dans la chambre et lui offre un bouquet de fleurs. Alors qu’elle s’avance pour l’embrasser, il tourne la tête et ils finissent par s’enlacer. Il ferme la porte et lui demande comment elle l’a trouvé ; elle répond que « ce n’était pas si difficile que ça ». Elle fait le tour de la chambre, observant les objets, puis se brosse les dents et décline le bain qu’il lui avait préparé.
Retournant dans la chambre à coucher, la femme se retourne vers l’homme et engage le débat, lui demandant « c’est quoi le problème ? ». Il lui fait signe de le rejoindre sur le lit et à sa requête lui apprend qu’il vit dans cet hôtel depuis plus d’un mois et qu’il est parti pour fuir leur relation. Ils s’allongent sur le lit et se regardent avant d’être interrompus par l’arrivée du service de chambre. Une fois seuls à nouveau, ils s’embrassent et l’homme commence à déshabiller la femme. Un peu mal à l’aise, ils parlent à propos du fait qu’ils n’ont couché avec personne d’autre. Alors qu’il remarque des bleus sur les bras de la femme, elle choisit de ne pas en parler. Allongée sur lui, elle lui dit qu’elle ne veut pas perdre son amitié, qu’elle l’aime et n’a jamais voulu lui faire de mal. Il répond « je ne serai jamais ton ami, quoi qu’il arrive, jamais » mais la serre quand elle l’enlace. Where Do You Go To (My Lovely) recommence à jouer et l’homme lui propose de lui montrer sa vue de Paris.
Dans le plan suivant, la caméra se déplace au ralenti dans la chambre et montre la femme appuyée sur un meuble, nue, et l’homme s’approchant et la couvrant avec le peignoir jaune. Les deux amants vont ensuite vers la fenêtre ; après être arrivé sur le balcon, l’homme sort un cure-dent de sa poche et le lui tend. Après avoir profité de la vue, elle enlace légèrement l’homme et ils rentrent à l’intérieur. La caméra pivote alors et il devient évident que la vue est complètement bloquée par une autre aile de l’hôtel.

## Fiche technique
- Titre original : Hotel Chevalier
- Titre français : Hôtel Chevalier
- Réalisation : Wes Anderson
- Scénario : Wes Anderson
- Photographie : Robert Yeoman
- Direction artistique : Kris Moran
- Son : Emmanuel Desmadryl
- Montage : Vincent Marchand
- Production : Wes Anderson
  - Coproduction : Alice Bamford
  - Exécutive : Thierry Bettas-Bégalin, Jérôme Rucki, Nicolas Saada
  - Associée : Pierre Cléaud
- Sociétés de production : Fox Searchlight Pictures, American Empirical Pictures, en association avec Première Heure
- Sociétés de distribution : Twentieth Century Fox Film Corporation
  - États-Unis : Fox Searchlight Pictures, Twentieth Century Fox Home Entertainment
  - Canada : Twentieth Century Fox Home Entertainment
- Pays de production :  États-Unis et  France
- Langues : anglais, français
- Format : couleur – 35 mm – 2,35:1 – Son Dolby Digital
- Genre : drame et romance
- Durée : 13 minutes
- Dates de sortie :
  - États-Unis : 26 septembre 2007
  - France : 19 mars 2008

## Distribution
- Jason Schwartzman (VF : Damien Boisseau) : Jack Whitman
- Natalie Portman (VF : Sylvie Jacob) : la petite amie de Jack
- Michel Castejon : le serveur

## Production

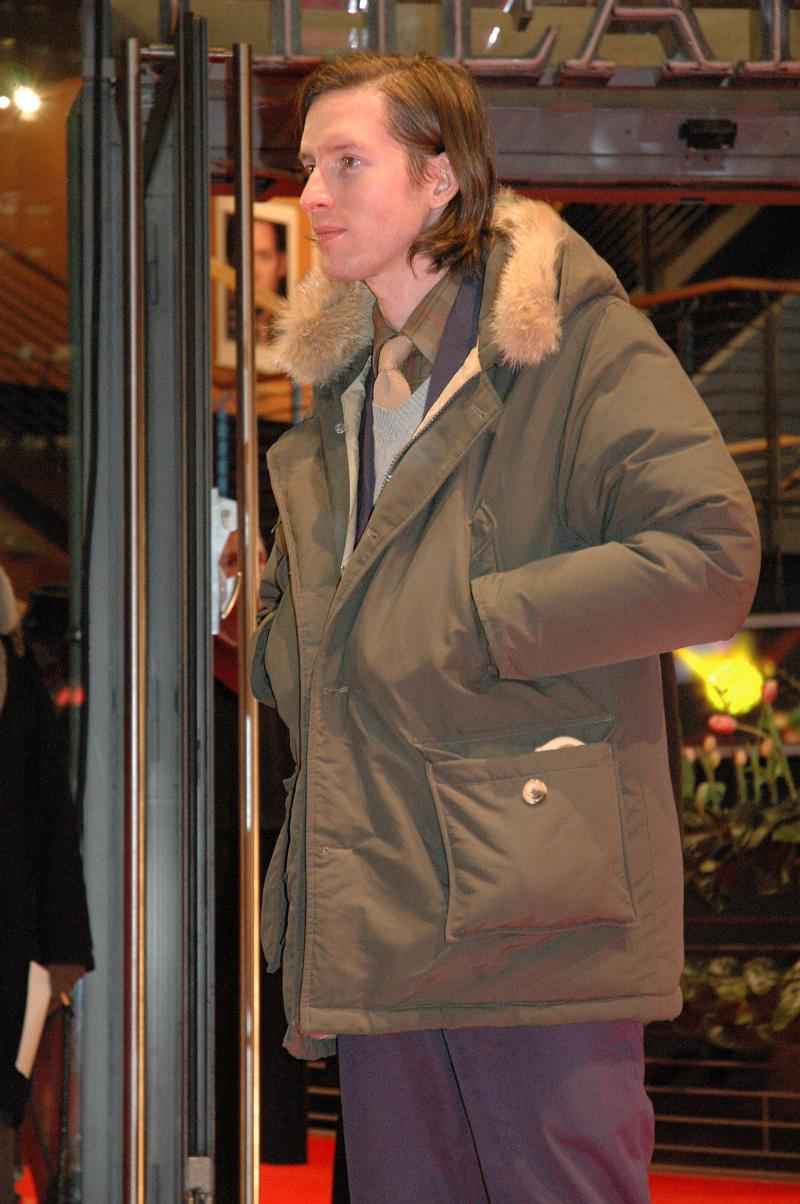
Wes Anderson a réalisé le film et l’a financé lui-même.

Le réalisateur Wes Anderson a contacté Jason Schwartzman et Natalie Portman à propos de Hôtel Chevalier pour la première fois en 2005. Schwartzman et Anderson avaient déjà travaillé ensemble sur Rushmore (sorti en 1998), le deuxième film du réalisateur, et ont vécu ensemble dans l’appartement parisien de Schwartzman durant les quelques mois précédant le tournage. Natalie Portman a été approchée après qu’Anderson a obtenu son adresse électronique de Scott Rudin, le producteur de Closer, entre adultes consentants dans lequel elle joue. Les deux acteurs ont accepté de tourner gratuitement et Anderson a financé le reste du film lui-même. Le tournage s’est effectué à l’hôtel Raphael qui avait déjà été utilisé pour les films Love in Paris et Place Vendôme. L’équipe est composée de quinze personnes et utilise des pellicules Panavision ainsi que des accessoires de l’appartement d’Anderson,. Le tournage a duré deux jours et demi, et le montage (effectué sur l’ordinateur de Wes Anderson) une semaine de plus. Malgré l’utilisation d’une garde-robe du créateur de mode Marc Jacobs et d’une valise Louis Vuitton faite à la main, le réalisateur décrit la production de ce film comme « faire un film étudiant ».
Wes Anderson pense initialement faire du court-métrage un film autonome, mais peu avant le début du tournage, il se rend compte que le personnage de Jason Schwartzman ressemble beaucoup à un des personnages d’un film qu’il est alors en train d’écrire,. La production de ce film commence un an plus tard, sous le titre À bord du Darjeeling Limited. Hôtel Chevalier se déroule deux semaines avant que le personnage joué par Schwartzman (Jack Whitman) rejoigne ses deux frères aînés pour un voyage en Inde. Le dialogue entre les personnages à la fin du court-métrage est raconté par Jack à ses frères à la fin du film, sous la forme d’un extrait d’une nouvelle qu’il a écrite. En outre, le personnage de Natalie Portman fait un caméo dans le film. Fox Searchlight Pictures, la société ayant produit le long-métrage, n’était pas au courant du court-métrage jusqu’à ce que le film soit fini et a dit ne pas être intéressé financièrement par lui.

## Bande originale
La seule musique entendue dans Hôtel Chevalier est la chanson Where Do You Go To (My Lovely) de Peter Sarstedt enregistrée en 1969. Le personnage joué par Jason Schwartzmann la lance lorsque son amante frappe à sa porte. On entend alors la chanson en fond sonore, sortant de ses haut-parleurs. Elle se termine au moment où les deux amants, de nouveau seuls après le passage du service de chambre, commencent à s’embrasser. La chanson joue une nouvelle fois, cette fois en tant que thème musical du film, alors que le personnage de Natalie Portman est allongée nue sur Jason Schwartzmann et que celui-ci demande si elle veut voir sa vue de Paris. Le thème se poursuit avec Natalie Portman appuyée sur la commode de la chambre et son amant venant la couvrir de son peignoir puis jusqu’à la fin du court-métrage lorsque le générique défile par-dessus une vue de Paris depuis la chambre d’hôtel.

## Accueil

### Sortie
Hôtel Chevalier est le deuxième court-métrage de la filmographie de Wes Anderson. Le réalisateur a beaucoup hésité quant à son format lors de sa sortie :
« Une fois terminé, je ne voulais pas intégrer le court-métrage dans le film. Mais je n’arrivais pas à décider comment je voulais faire. Je voulais jouer le court avant le film, mais pas toujours. Parfois je préférais regarder le film sans le court. C’est devenu un casse-tête pour moi. Alors j’ai finalement décidé que j’aimerais voir le film sortir en Amérique sans le court, mais je voulais que les gens y aient accès s’ils voulaient le voir d’abord. »
— Wes Anderson
Hôtel Chevalier est projeté avant le film À bord du Darjeeling Limited lors de sa première mondiale à la 64e Mostra de Venise le 2 septembre 2007. Le court-métrage a droit à sa propre première dans les Apple Stores de New York, Chicago, San Francisco et Santa Monica le 25 septembre,. Wes Anderson, Jason Schwartzmann et Natalie Portman sont présents à la projection de New York, après laquelle ils tiennent une session de questions–réponses avec le public,. Le court est disponible le lendemain gratuitement sur l’iTunes Store d’Apple. Le 28 septembre, il est présenté avant le film de la soirée d’ouverture du New York Film Festival de 2007. Un communiqué de presse diffusé avant la première décrit le court-métrage comme « une brève coda à une romance condamnée et un prologue à The Darjeeling Limited, ».
Après avoir été disponible au téléchargement durant un mois, le court-métrage est retiré d’iTunes. Bien qu’il eût été décrit par la journaliste de USA Today Susan Wloszczyna avant sa sortie sur iTunes comme un « amuse-bouche », « destiné à être un simple à-côté », il est téléchargé près de cinq cent mille fois et reçoit des critiques élogieuses. Le court est ensuite diffusé au cinéma en tant que prologue au long-métrage. Même si le New York Times affirme en octobre 2007 que le distributeur Fox Searchlight Pictures a l’intention de promouvoir Hôtel Chevalier pour l’Oscar du meilleur court métrage en prises de vues réelles, celui-ci ne fait pas partie des sélectionnés. Il est inclus comme bonus dans le DVD du film À bord du Darjeeling Limited sorti en 2008 et le script écrit par Wes Anderson est publié dans le numéro de l’hiver 2007 du magazine littéraire Zoetrope: All-Story (en).

### Accueil public
Hôtel Chevalier est également bien accueilli par les spectateurs puisqu’il obtient une moyenne de 7,1⁄10 et une note médiane de 8⁄10 sur l’IMDb ainsi qu’une moyenne de 3,5⁄5 sur AlloCiné.

### Accueil critique
En plus d’être un des courts-métrages les plus commentés de l’année, Hôtel Chevalier est encensé par la critique, certains le disant meilleur que Darjeeling Limited. Gary Susman d’Entertainment Weekly le décrit comme « une exquise histoire courte dans laquelle on apprend peu mais exactement ce qu’il faut à propos des deux personnages », ajoutant que « Chevalier voit Anderson travailler dans son habituel style « boîte à bijoux–maison de poupées » mais la forme et la longueur vont vraiment très bien ensemble dans ce cas-là ». Dans le New York Press, Armand White juge le court « émouvant et véritablement contemporain », citant le « caractère fille perdue poignant ». Le film attire en partie l’attention pour la scène de nu de Natalie Portman et pour les ecchymoses présentes sur le corps de son personnage,,. Natalie Portman exprime sa déception à ce propos, disant « ça m’a vraiment fait de la peine que la moitié de chaque critique traitait de la nudité ». L’actrice s’est demandé si cette scène avait été une bonne idée et elle a par la suite dit qu’elle ne voulait plus apparaître nue dans des films.
La performance de Natalie Portman est louée par le critique de Time Magazine Richard Corliss, qui dit d’elle qu’elle est « une actrice comique dans toute sa fraîcheur » dans le « genre charmant » et aurait souhaité un rôle plus important pour elle dans À bord du Darjeeling Limited. Selon lui, il manque au long-métrage « la sensibilité et l’humour spirituel du court-métrage ». Stephanie Zacharek de Salon.com va dans le même sens, affirmant que « l’histoire non racontée de Hôtel Chevalier est dix fois plus intéressante, et infiniment plus riche, que celle racontée ouvertement dans À bord du Darjeeling Limited » et qualifiant le court de « carrément presque parfait ». Le journaliste du Guardian Danny Leigh contraste avec l’accueil un peu mitigé des critiques du long-métrage en parlant de « l’ardeur sincère » qui salue la « narration parfaitement calculée » de Hôtel Chevalier. Il pense que les contraintes du format court-métrage conviennent bien à Wes Anderson, dont l’humour pince-sans-rire, les décors particuliers et les choix de bande sonore ont tendance à épuiser la patience du spectateur dans le cadre d’un long-métrage. Anthony Oliver Scott du New York Times décrit Hôtel Chevalier comme « une petite perle » en comparaison de la « valise trop remplie » qu’est le long-métrage et écrit que « Cela vaut la peine de le regarder, pas uniquement car il étoffe l’histoire des frères Whitman mais également car, en soi, c’est un condensé presque parfait des talents énervants et intrigants de M. Anderson, énigmatique, émouvant et sarcastique. »

### Citations originales
Toutes les citations originales sont en anglais.
1. ↑  « like making a student film »
2. ↑  « When it was all done, I didn't want to incorporate the short into the movie. But I couldn't decide how I wanted it to go. I wanted to play the short in front of the movie, but not always. Sometimes I preferred to watch the movie without the short. It became a puzzle to me. So in the end I decided that I would like to have the movie open in America without the short, but I would like people to have access to it if they want to see it first. »
3. ↑  « a brief coda to a doomed romance and a prologue to The Darjeeling Limited »
4. ↑  « an exquisite short story where we learn not much but exactly enough about these two characters »
5. ↑  « Chevalier sees Anderson working in his customary jewel-box/dollhouse mode, but the form and length really suit each other here. »
6. ↑   « moving and genuinely contemporary »
7. ↑   « lost-girl poignancy »
8. ↑  « It really depressed me that half of every review was about the nudity. »
9. ↑  « a comic actress in fresh bloom »
10. ↑  « beguiling vignette »
11. ↑  « the feeling and wit of the short film »
12. ↑  « The untold story of Hotel Chevalier is ten times more interesting, and infinitely richer, than the one told outright in The Darjeeling Limited »
13. ↑  « darn near perfect »
14. ↑  « genuine ardour »
15. ↑  « perfectly measured narrative »
16. ↑  « a small gem »
17. ↑  « overstuffed suitcase »
18. ↑  « It is worth seeking out, not only because it fleshes out part of the story of the Whitman brothers but also because, on its own, it is an almost perfect distillation of Mr. Anderson’s vexing and intriguing talents, enigmatic, affecting and wry. »